# 雍勾
雍勾（鄒語：yongo），是台灣鄒族神話中的螃蟹，牠在大洪水期間和鄒族人談條件並取得協議後驅趕了督悠匝，讓洪水退去。

## 語意
「雍勾」（yongo）一詞在鄒語裡的意思即為「螃蟹」。

## 傳說
太古時期，大鰻督悠匝以身體堵住河道造成大洪水，所有的人都逃到巴頓郭努山（Patungkuonu ，即玉山）上避難。因為洪水遲遲不退，雍勾這時找上了鄒族人，說牠可以趕走督悠匝，但需要族人給牠一樣東西，鄒族人問是什麼，牠便靠近火堆，盯著其中一名女性的陰部。族人明白牠的意思後，便拔了幾根女性的陰毛給牠，從此螃蟹的身上就出現了毛。
達成協議的雍勾動身前往督悠匝在的河口，趁牠不注意時反覆夾牠的肚子，督悠匝痛得受不了而逃走（一說翻轉身子），洪水就這樣退去。
在一些版本中，雍勾要求的是女性腿毛。